# Donbàs
Compartida entre Ucraïna i Rússia, el Donbàs és una conca hullera, situada entre el mar d'Azov i el Don. És una regió econòmica i cultural important d'Ucraïna, que comprèn dues óblasts de l'est del país: l'óblast de Donetsk i l'óblast de Luhansk, i que correspon aproximadament a la regió històrica de Meòtida, el nom de la qual ha estat substituït completament pel de Donbàs des de l'època soviètica. La ciutat de Donetsk és considerada com la capital no oficial del Donbàs.
El nom de la regió prové de la contracció de Donetski bassein (en ucraïnès: Донецький басейн, transliterat Donetski basseïn; en rus: Донецкий бассейн, transliterat Donetski basseïn), "Conca del Donets",que fa referència a les mines d'hulla descobertes a finals del segle xix batejades amb el nom del Síverski Donets, riu que rega la regió. Depenent de si es translitera aquesta contracció segons la forma ucraïnesa (la llengua pròpia de l'estat) o la russa (la llengua amb més influència cultural a la regió), hi ha dues maneres diferents d'anomenar-la: Donbàs (de l'ucraïnès: Донбас) o Donbass (del rus: Донбасс).
Hi ha nombroses definicions de l'extensió de la regió. Ara es defineix amb més freqüència com les óblasts de Donetsk i Luhansk d'Ucraïna. La regió històrica de la mineria del carbó excloïa parts d'aquests oblasts, i incloïa zones de l'óblast de Dnipropetrovsk i el sud de Rússia. Una euroregió del mateix nom està formada per les óblasts de Donetsk i Luhansk a Ucraïna i l'óblast de Rostov a Rússia.

## Història
La primera ciutat del Donbàs va emergir el 1676: Sloviansk, construïda per permetre l'explotació profitosa de les mines de sal. El 1721 hi van ser descoberts vastos i rics jaciments d'hulla. És el que va posar en marxa la ràpida industrialització de la regió.
El Donbas va formar la frontera històrica entre el Sich de Zaporojie i l'Host cosac del Don. Ha estat una important zona d'extracció del carbó des de finals del segle xix, quan es va convertir en un territori molt industrialitzat. El Donbàs està culturalment a prop de Rússia, a causa de la russificació promoguda pel tsarisme i pel procés d'industrialització del segle xix (immigració de russòfons, russificació d'autòctons).
El març de 2014, arran del moviment de protesta Euromaidan i la Revolució de la dignitat resultant, grans sectors del Donbas es van veure atrapats pels disturbis prorussos i antigovernamentals. Aquest malestar després es va convertir en una guerra entre les forces governamentals d'Ucraïna i els separatistes russos i prorussos afiliats a les autoproclamades "Repúbliques Populars" de Donetsk i Luhansk, que van rebre el suport de Rússia com a part de la guerra russo-ucraïnesa més àmplia. Ambdues repúbliques no van ser reconegudes internacionalment fins al seu reconeixement per part de Rússia el 2022. El conflicte va fer que el Donbás es divideixi entre el territori controlat per Ucraïna, que constituïa aproximadament dos terços de la regió, i el territori controlat pels separatistes, que constituïa aproximadament un terç. La regió va romandre així durant anys fins que Rússia va llançar una invasió a gran escala d'Ucraïna, inclosa la part del Donbas controlada pel govern ucraïnès, el febrer de 2022.
El Donbàs és la regió natal de Víktor Ianukòvitx, President d'Ucraïna des del 2010 fins al 2014.